# جلاكسي ماكاو
جلاكسي ماكاو (بالصينية: 澳門銀河綜合渡假城؛ بالبرتغالية: Galáxia Macau) هو منتجع كازينو يقع في كوتاي، ماكاو، جمهورية الصين الشعبية.